# Франке, Марьян
Марьян Франке ("Marian Franke", 21 марта 1877, Львов — 12 сентября  1944, Львов) — профессор и декан медицинского факультета Львовского университета, врач-кардиолог, физиолог, учёный, преподаватель, основатель телемедицины и клинической  телекардиологии в Польше и во всём мире.

## Биографические сведения
Сын известного ученого, физика-механика, профессора, ректора Львовской политехники Яна Непомуцена Франке (Jan Nepomucen Franke) и Анели Сваричевской (Anielа Swaryczewskа).
Марьян Франке изучал медицину сначала в Львовском (с 1895 до 1897 г.), затем в Венском университете, после окончания которого с 1900 года работал на кафедре внутренних болезней сначала как практикант, впоследствии получил должность ассистента этой же кафедры, неоднократно стажировался в Берлине и Париже (1902-1903 гг.) В 1908 году после защиты диссертации «O wymiarowości ruchów serca na tle skurczów dodatkowych (arythmia cordis extrasystolica) i o jej znaczeniu klinicznym» он получает звание доцента, а в 1916 — профессора.
Во время Первой мировой войны М. Франке служил на фронте военным врачом в австрийской армии. В 1918 году принимал участие в военных действиях во Львове, а в 1921 году служил в польской армии в звании подполковника медицинской службы.
С 1921 по 1942 годы профессор Франке возглавляет кафедру общей и экспериментальной патологии медицинского факультета Львовского университета. Также дважды он был деканом этого же факультета — в 1928-1929 и 1936-1937 годах.
Во время гитлеровской оккупации Львова профессор Франке был отстранен от руководства кафедрой, в 1942 году — арестован гестапо. Чудом избежав смерти, Франке был на некоторое время восстановлен в звании профессора (но не руководителя кафедры), после чего был вынужден уйти на пенсию, а через 2 года он умер в своем доме №29 по улице Валовой.

## Внедрение телемедицины
В 1935 году во Львове профессор Марьян Франке развернул первую в мире клиническую телеэлектрокардиографическую (теле-ЭКГ) систему. Это был первый случай применения телемедицины в Польше и первая регулярно работающая телекардиологическая система в мире.
Согласно публикации в издании Polska Gazeta Lekarska (№ 27, 1937 год, стр.15): «в Течение 2 последних лет в отделении инфекционных заболеваний Государственного общего госпиталя в Львове] систематически проводились телеэлектрокардиографические обследования. Больные находились в отделении, а результаты обследований сердца передавались на 500 метров в Институт патологии. Обследования эти исполнялись совместно с профессором Франке». Трансляция ЭКГ осуществлялась по «специальным проводам» на расстояние «около 500 метров», использовался электрокардиографический аппарат «Elkagraph» производства F. Hellige&Sons (Фрайбург, Германия). Передающая станция была расположена в отделении инфекционных болезней Государственного общего госпиталя, а приемная — на кафедре общей и экспериментальной патологии медицинского факультета Львовского университета (которой заведовал сам М. Франке). По словам самого Франке, «нахождение пациента на месте позволяло избежать осложнений, связанных с транспортировкой больного». Соавтором в этой работе был профессор Витольд Липинский.
В 1936 году Н. Франке и В. Липинский печатают статью про изменения на электрокардиограмме у пациентов с инфекционными заболеваниями. Как основной инструмент для выполнения данного обследования М. Франке указывает именно телеэлектрокардиографию. Дистанционно обследуя группу из 109 пациентов (в том числе, нескольких детей в возрасте до 14 лет, а также нескольких интубованных и терминальных больных) профессор Франке обнаружил и подробно описал целый ряд изменений, характерных для инфекционных заболеваний: замедление предсердно-желудочковой проводимости, низкий зубец P, снижение вольтажа зубца R, низкий зубец Т в третьем отведении как проявление миокардита, нарушения ритма, изменения электрической оси сердца, свойственное миокардиту как осложнение инфекционного заболевания и прочее.
Транстелефонная электрокардиография (теле-ЭКГ) является одним из самых надежных и эффективных средств телемедицины, интенсивно используется и до сих пор.

## Научная деятельность
Научные интересы профессора Франке были достаточно разносторонними. К основным направлениям его работы можно отнести: изучение патогенеза и диагностических признаков (в том числе электрокардиографических и телеэлектрокардиографических) заболеваний кровообращения, патогенеза поражения почек, в частности, возникновение уремии) при возвратном тифе, разработка метода изучения протеолитических ферментов лейкоцитов, определение значимости протеолитического индекса крови в диагностике инфекционных заболеваний, методов лечения хронических заболеваний сердца, поражения миокарда; он описал явления разрушения лейкоцитов сывороткой крови у больных лейкемией, нарушения кровообращения и мочевыделения при остром воспалении почек. Его перу принадлежит учебник по диагностике болезней сердечно-сосудистой системы, изданный в 1921 году. Профессор Марьян Франке подготовил трех профессоров. В 1935 году он использовал телемедицине для регулярного клинического применения ЭКГ и научных исследований.
Важнейшие публикации:
- Surowica rozpuszczająca ciałka białe крови (1901)
- O rzadkiej postaci niemiarowości ruchów serca (1905)
- O sposobach wyrównania другом вад zastawki trójdzielnej (1906)
- O leczeniu przewlekłej niedomogi mięśnia sercowego (1909)
- Znaczenie fizjologiczne części przedsionkowo-komorowej układu przenośniego serca (1912)
- Diagnostyka chorób narządu krążenia (1921)
- Nowe drogi w medycynie wewnętrznej (1922)
- Skrypta patologji ogólnej i doświadczalnej (1923)
- Badania nad patogenezą mocznicy (1924)
- Leczenie przewlekłych schorzeń serca (1926)
- Obraz elektrokardjograficzny u starszej młodzieży szkolnej, oddającej się sportom (1935)
- Zmiany elektrokardjograficzne w chorobach zakaźnych (1936)

## Признание
В 1922 году Марианна Франке был избран президентом Львовского врачебного общества. В 1930 году он получил звание члена-корреспондента Академии медицинских наук в Кракове, а в 1937 году — становится действительным членом Академии наук. В эти же годы профессора Франке неоднократно приглашали возглавить кафедры в медицинских университетах Польши (Варшава, Познань), однако каждый раз он отказывался, не желая покидать свою родину — Львов, в котором Франке прожил большую часть своей жизни.

## Интересный факт
В Научной библиотеке Национального университета «Львовская политехника» хранится издание диссертации Марии Склодовской-Кюри, Париж, 1904 год, подаренное семьей М. Франке.